# The Eternal (album)
| Recensione | Giudizio |
| ---------- | -------- |
| AllMusic   | [ 1 ]    |

The Eternal è il quindicesimo ed ultimo album del gruppo statunitense Sonic Youth, pubblicato l'8 giugno 2009.
È il primo album dei Sonic Youth con Mark Ibold al basso.

## Tracce
Testi e musiche di Sonic Youth.
1. Sacred Trickster – 2:11
2. Anti-Orgasm – 6:07
3. Leaky Lifeboat (for Gregory Corso) – 3:32
4. Antenna – 6:13
5. What We Know – 3:54
6. Calming the Snake – 3:35
7. Poison Arrow – 3:42
8. Malibu Gas Station – 5:39
9. Thunderclap for Bobby Pyn – 2:38
10. No Way – 3:52
11. Walkin' Blue – 5:21
12. Massage the History – 9:43

## Formazione
- Thurston Moore – chitarra elettrica, voce
- Lee Ranaldo – chitarra elettrica, voce
- Kim Gordon – chitarra elettrica, voce
- Steve Shelley – batteria
- Mark Ibold – basso